# Robert Young (skådespelare)
Robert Young, född 22 februari 1907 i Chicago, Illinois, död 21 juli 1998 i Westlake Village, Kalifornien, var en amerikansk skådespelare.
Youg arbetade bland annat som kontorist medan han skaffade sig scenvana vid Pasadena Playhouse. 1931 gjorde han filmdebut och detta var början till en lång filmkarriär. Totalt medverkade han i mer än hundra filmer. Han spelade till att börja med charmiga romantiska roller, och med åren övergick han till snäll och trevlig äkta make. Från 1950-talet medverkade han mestadels i TV-produktioner.
Robert Young har tre stjärnor på Hollywood Walk of Fame, för film, television och radio.
Young var gift med Betty Henderson, makarna hade fyra barn.

## Filmografi i urval
- 1931 – Hennes synd
- 1934 – Vårflugan
- 1936 – Spioner i hälarna
- 1937 – The Emperor's Candlesticks
- 1940 – Flykt undan våldet
- 1940 – Nordvästpassagen
- 1941 – En viss mr. Pulham
- 1941 – Lätt på foten
- 1942 – Det kommer en dag
- 1943 – Claudia
- 1943 – Ung flicka lever farligt
- 1945 – Själens ögon
- 1946 – Högt spel
- 1947 – Innan domen faller
- 1947 – Hämnden är rättvis
- 1948 – Alla tiders dadda
- 1949 – Förmöget folk
- 1954–1960 – Father Knows Best (TV-serie)
- 1969–1975 – Marcus Welby, M.D. (TV-serie)